# Hỗ trợ tài chính sau Sự kiện 11 tháng 9

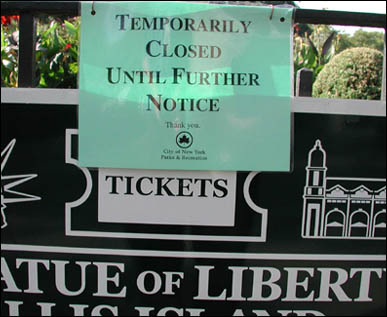
Thông báo đóng cửa dịch vụ du lịch Tượng Nữ thần Tự do, tháng 9 năm 2001.

Sự kiện 11 tháng 9 đã tác động mạnh đến nền kinh tế Mỹ, đặc biệt chỉ tính riêng ở New York đã làm mất đi 430.000 việc làm và 2,8 tỉ đô tiền luơng 3 tháng sau vụ tấn công. Ba tuần sau vụ tấn công, các tổ chức từ thiện và cứu trợ đã quyên góp được hơn 657 triệu đô, với phần lớn được chuyển cho những người sống sót ngay lập tức và gia đình các nạn nhân.

## Hỗ trợ của chính phủ
Ngày 21 tháng 9 năm 2001, Quốc hội Hoa Kỳ đã thông qua một dự luật nhằm hỗ trợ ngành hàng không và thành lập một quỹ liên bang cho các nạn nhân vụ tấn công. Quỹ đã quyên góp được hơn 7 tỉ đô. Các nạn nhân của các vụ tấn công khủng bố trước đó, bao gồm cả những vụ có liên quan đến al-Qaeda, không được nhận tiền từ quỹ, cũng như những nạn nhân không buộc các hãng hàng không chịu pháp lý.

## Hỗ trợ của Hội Chữ Thập Đỏ Hoa Kỳ
Sau vụ tấn công, Quỹ Tự Do của Hội Chữ thập đỏ Hoa Kỳ đã quyên góp được được 547 triệu đô. Tổ chức từ thiện này đã dừng việc quyên góp vào tháng 10, thông báo rằng số tiền cam kết sẽ đủ để hỗ trợ các nạn nhân của vụ tấn công. Tổ chức này tuyên bố có thể dành tới 247 triệu đô trong quỹ cho việc chuẩn bị ứng phó với các cuộc tấn công khủng bố trong tương lai, sau đó tổ chức này đã tuyên bố toàn bộ quỹ sẽ dành cho các nạn nhân sau khi bị chỉ trích.
Vào ngày 15 tháng 2 năm sau, báo The New York Times đưa tin rằng hội đã "phân phối khoảng 200 triệu đô cho hơn 30.000 công nhân bị di dời nơi làm việc". Ngoài các khoản quyên góp tài chính, hội đã thu thập được gần 1,2 triệu đơn vị máu từ ngày 11 tháng 9 đến ngày 30 tháng 10.

## Các hoạt động hỗ trợ khác
- Ở Washington, D.C., Giant Food đã đề nghị ủng hộ số tiền tương ứng với số tiền đóng góp tại cửa hàng lên tới 1 triệu đô cho các nạn nhân.
- Quỹ cứu trợ Windows of Hope được thành lập để hỗ trợ gia đình của 79 nhân viên nhà hàng Windows on the World.[8]
- Arista Records đã phát hành lại bản thu âm The Star Spangled Banner của ca sĩ Whitney Houston như một đĩa đơn từ thiện sau vụ tấn công, với tất cả lợi nhuận sẽ được chuyển cho lính cứu hỏa và các nạn nhân của vụ tấn công. Mariah Carey cũng đã thu âm Never Too Far/Hero Medley, được phát hành trên hãng Virgin Records.[9]
- Ở Ireland, Ủy ban Cứu hỏa Quốc gia đã mở một quỹ từ thiện để gây quỹ cho gia đình những nạn nhân của vụ tấn công.[10]
- Ca sĩ Britney Spears đã quyên góp tiền cho con của nhân viên thực thi đã thiệt mạng trong sự kiện từ với 1 đô cho mỗi vé bán ra trong chuyến lưu diễn Dream Within a Dream Tour của cô vào năm 2001 và 2002.